# Evan Huffman
Evan Huffman (* 7. Januar 1990) ist ein ehemaliger US-amerikanischer Straßenradrennfahrer.

## Sportliche Laufbahn
Evan Huffman wurde 2008 US-amerikanischer Meister im Straßenrennen der Juniorenklasse. 2011 wurde er Zweiter bei Nevada Classic und Dritter bei der U23-US-Meisterschaft. In der Saison 2012 eine Etappe gewann er eine Erappe der Tour of the Gila. Außerdem wurde er nationaler Meister im Einzelzeitfahren der U23-Klasse. 2013 und 2014 fuhr Huffman für das UCI ProTeam Astana. 2015 gewann er eine Etappe Vuelta Independencia Nacional República Dominicana, 2016 die Bergwertung der Kalifornien-Rundfahrt sowie eine Etappe der Tour of Alberta und 2017 die Gesamtwertung und eine Etappe der Tour of the Gila.
Im August 2019 bestritt Huffman mit der Tour of Utah sein letztes Rennen.

## Erfolge
2008
- US-amerikanischer Meister – Straßenrennen (Junioren)

2012
- eine Etappe Tour of the Gila
- US-amerikanischer Meister – Einzelzeitfahren (U23)

2015
- eine Etappe Vuelta Independencia Nacional República Dominicana

2016
- Bergwertung Kalifornien-Rundfahrt
- eine Etappe Tour of Alberta

2017
- Gesamtwertung und eine Etappe Tour of the Gila
- zwei Etappen Kalifornien-Rundfahrt
- eine Etappe Cascade Cycling Classic
- Gesamtwertung und eine Etappe Tour of Alberta

## Teams
- 2013 Astana Pro Team
- 2014 Astana Pro Team
- 2015 Team SmartStop
- 2016 Rally Cycling
- 2017 Rally Cycling
- 2018 Rally Cycling
- 2019 Rally UHC Cycling